# Trabaccolo
Un trabaccoló, trabaccalo, trabacalo (en italien) ou trabakul (en croate), est un type de caboteur à voile vénitien sur la mer Adriatique, apparu durant la première moitié du XVe siècle, et utilisé jusqu'au XIXe siècle. D'une capacité de 50 à 200 tonnes, il comportait un équipage de 10 à 20 marins.  

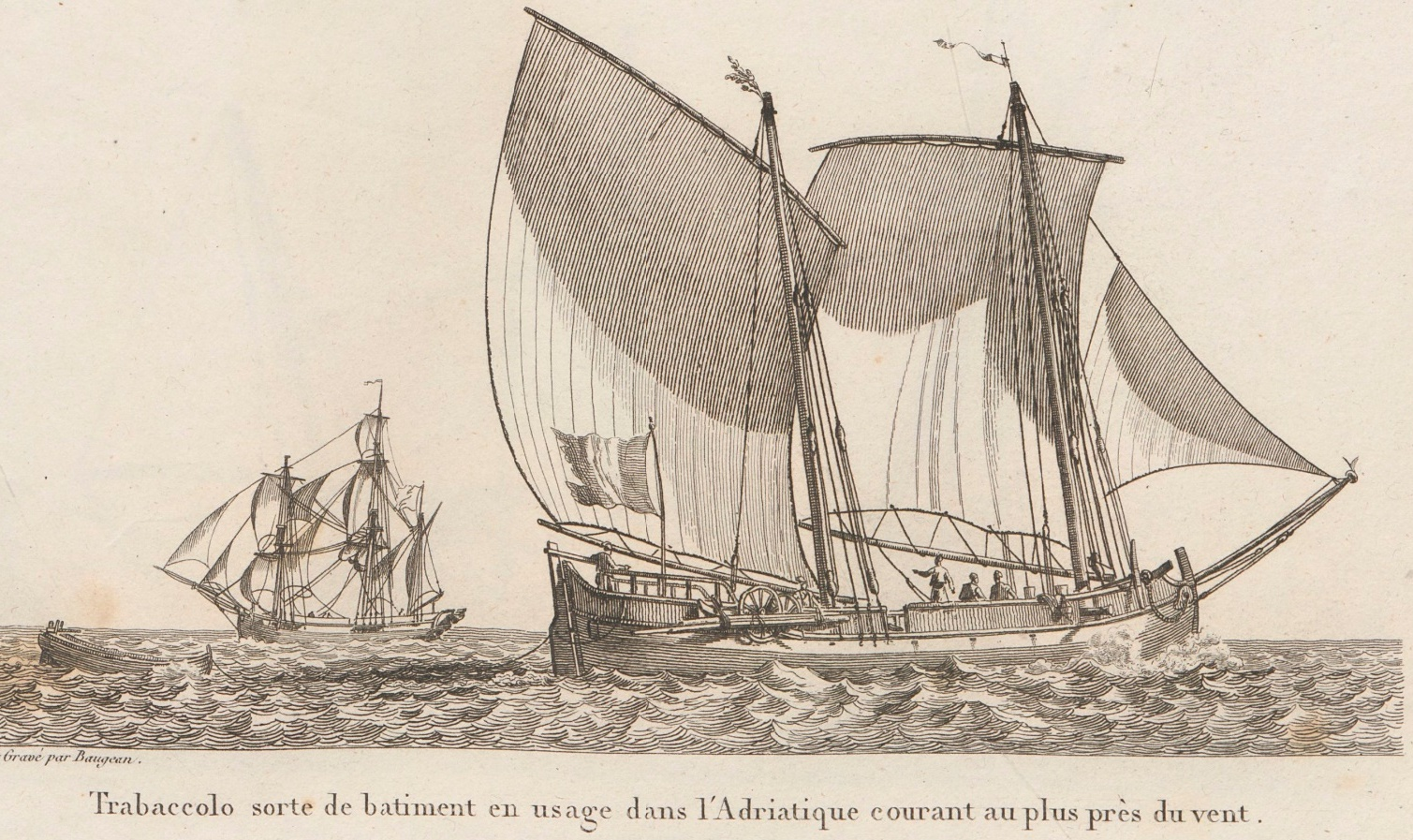
Un trabaccoló au début du XIXe siècle.

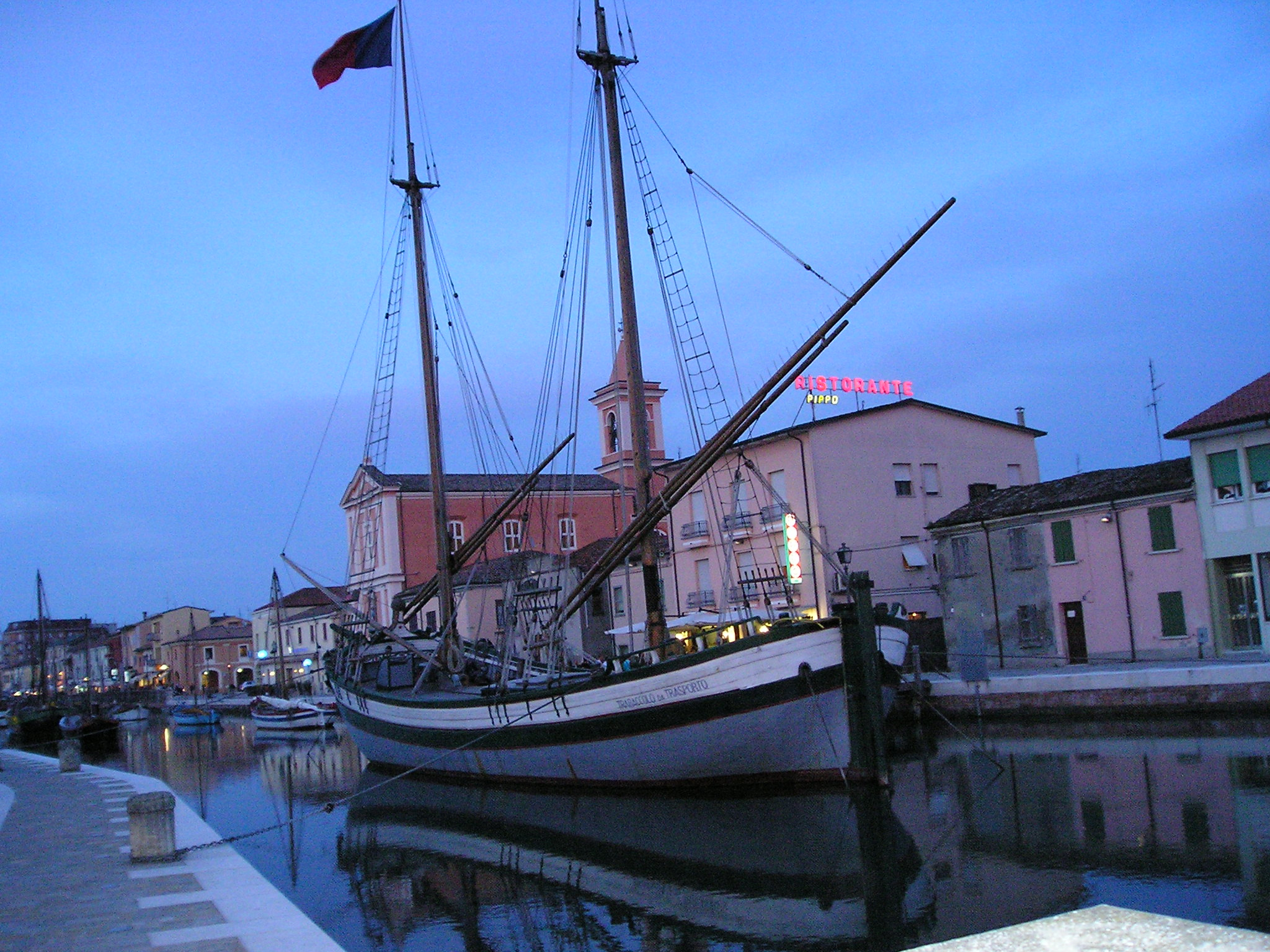
Un trabaccoló moderne au musée maritime de Cesenatico (Italie).

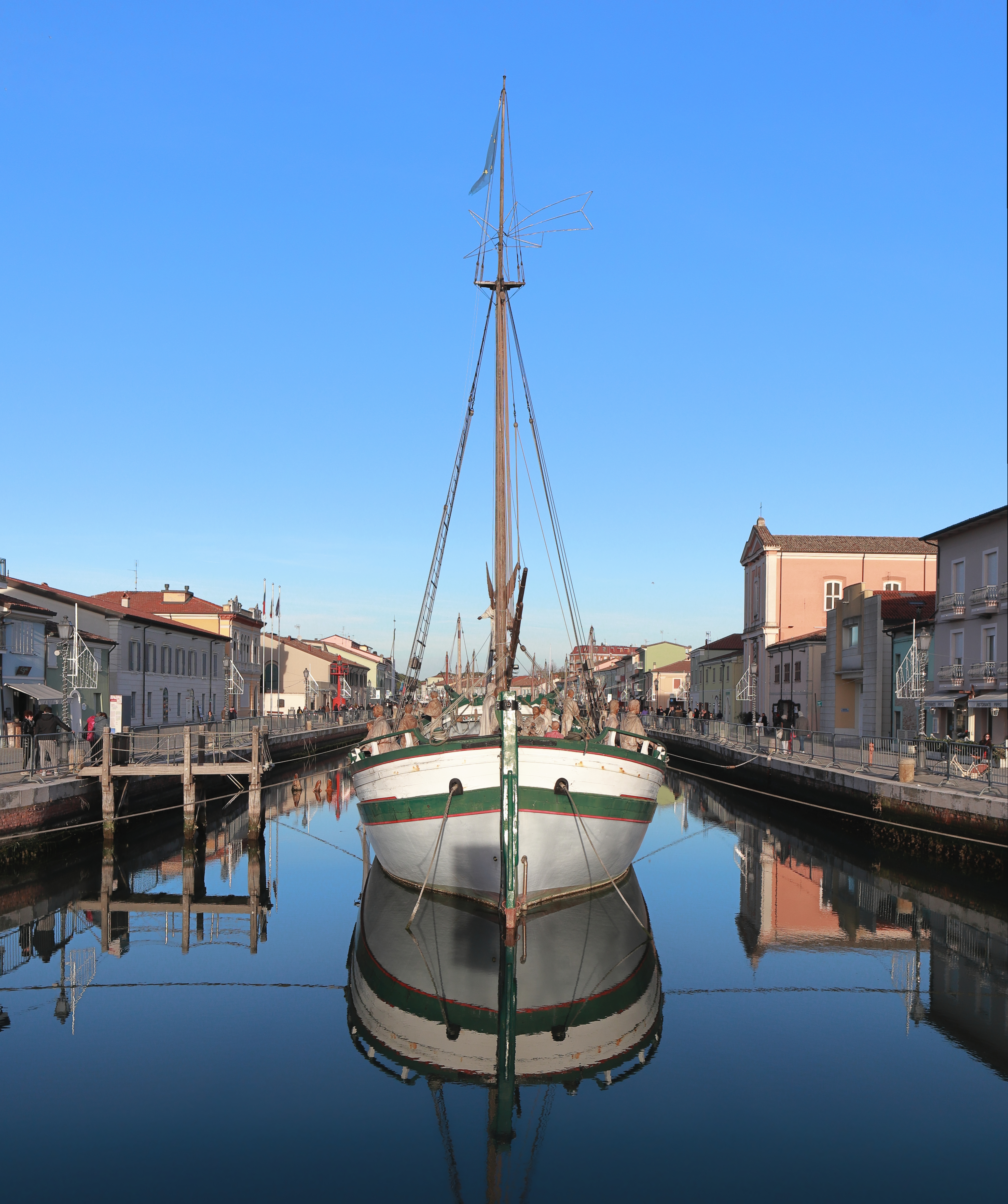
Idem.

## Historique
Le nom vient du mot trabacca, qui signifie tente, ce qui rappelle les voiles du bateau.  
Le trabaccoló était une forme de bateau typiquement vénitien qui remonte à la première moitié du XVe siècle et qui s'est répandue dans l'Adriatique.  
À la fin du XVIIIe siècle et jusqu'au début du XIXe siècle, les trabaccoli, armés de deux à quatre canons, servaient à la fois au transport de marchandises et de navire de corsaires. Ils constituaient donc des proies pour les pirates et les corsaires, mais étaient aussi de petits navires d'attaque. 
Pendant les guerres de la Révolution française et les guerres napoléoniennes, les navires de la Royal Navy naviguant autour de l'Italie capturaient souvent des trabaccoli.  
Le HMS Pigmy, un cotre de 14 armes à feu, en a capturé plusieurs. Le 17 janvier 1800, il s'empare du trabaccolo impérial Divine Providence, qui transportait une cargaison de corde de Cesenatico à la France. Le 18 février 1801, au large de l'île de Lafrina, le Pigmy s'empare de l'Adélaïde, un trabaccoló corsaire français, armé de deux canons de 12 livres et d'un canon de 6 livres et portant un équipage de 51 hommes, un ancien bateau de pêche sous le commandement de Dominique Cannilla. Le 15 mars, le Pigmy rencontre un autre trabaccoló : l'Achille, au large de l'île de Lonzo, et le poursuit jusqu'à l'île de Molata, où celui-ci mouille. Lorsque le Pigmy engage le combat, le navire français riposte avec ses quatre canons de neuf livres et six canons de deux livres, transportant un équipage de 44 hommes. L'Achille était sous le commandement de Francisco Bruni, n'était sorti d'Ancône que depuis un jour et n'avait fait aucune capture.
Le 25 octobre 1807, le navire de sixième rang le HMS Herald se trouvait au large de la flotte d’Otrante lorsqu'il rencontre le César, un trabaccoló corsaire français armé de quatre canons de 6 livres, ancré sous la forteresse d'Otrante. Le César naviguait d'Ancône à Corfou avec une cargaison de riz et de farine. Les pertes britanniques se réduisirent à quatre hommes blessés alors que le navire français fut réduit en pièces. 
Le 21 décembre 1812, le HMS Apollo, une frégate de 38 canons, commandé par le capitaine Bridges Watkinson Taylor, et le brick-sloop HMS Weazel prennent en chasse un trabaccoló de trois canons et trois pierriers, sous la protection de la tour de San Cataldo, sur la côte entre Brindisi et Otrante. Les équipages anglais prennent la tour et le petit navire, peu armé, et les font exploser. 
Le 2 février 1813, après une poursuite de deux heures, le HMS Kingfisher, un sloop-of-war de 18 canons, capture un trabaccoló et en repousse neuf autres à St. Catherine's (Corfou). Des tirs de mousquet depuis les hauteurs et des tirs de canon d'une batterie ont tué deux marins britanniques et en ont grièvement blessé sept.  
Le 22 mars 1813, le HMS Havannah, une frégate de cinquième rang de 36 canons, capture un grand trabaccoló armé de trois canons de 9 livres et en brûle une autre chargé d'huile dans la ville de Vasto. Au 26 mars 1813, Le HMS Havannah avait capturé cinq trabaccoli armés et cinq felouques chargées de sel près de la ville de Fortore. Ces opérations n'ont coûté au Havannah que deux hommes blessés, certainement grâce à la différence de puissance de feu.

## Description du type

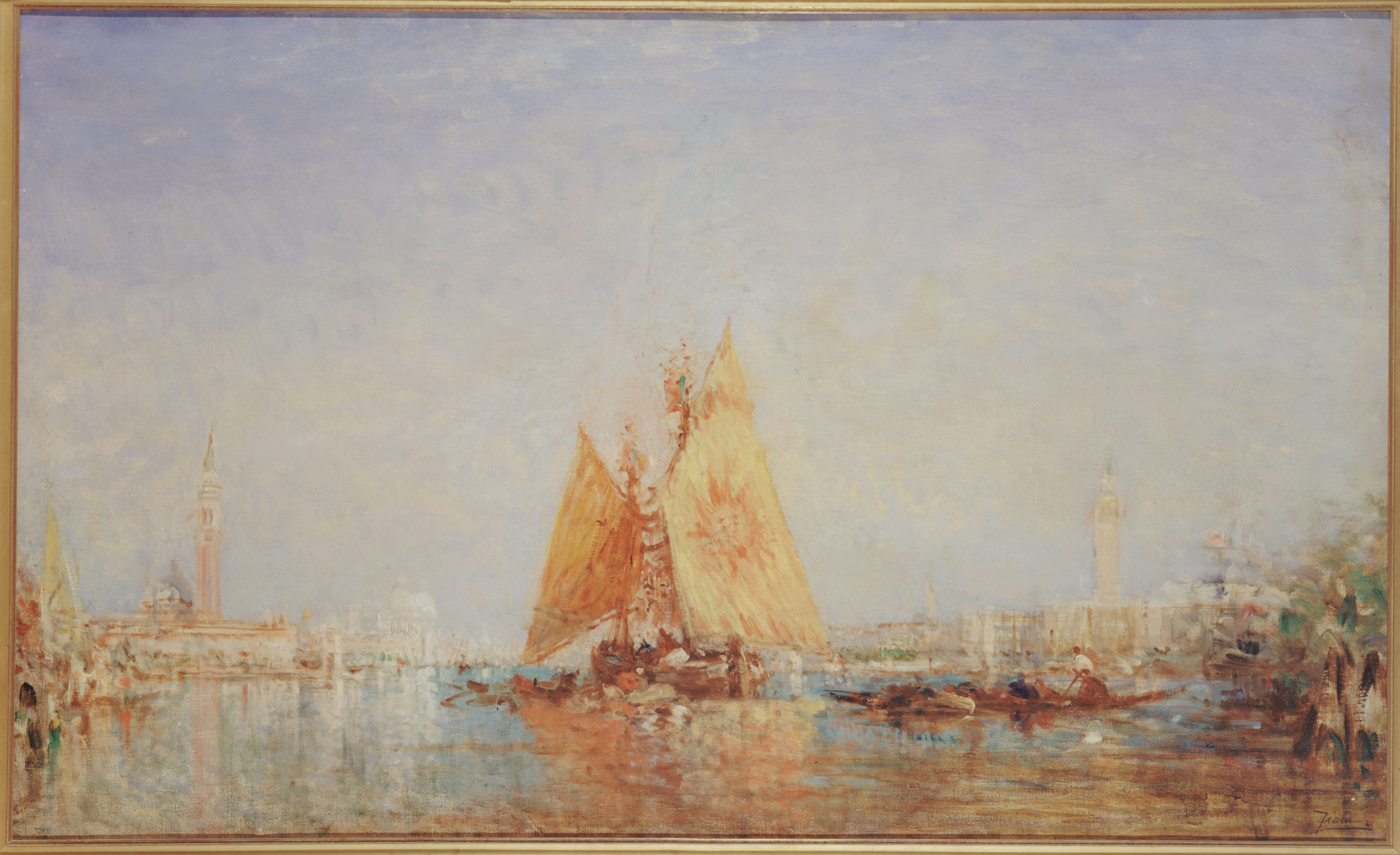
Venise, Trabaccolo à la voile jaune
Félix Ziem, 1870-1890
Petit Palais, Paris

Construits en chêne et en mélèze, les trabaccoli étaient des embarcations de charge lentes mais fiables, entre 50 et 200 tonnes de port en lourd. Ils avaient des arcs[Quoi ?], et étaient larges, compacts et bien rangés. Parmi les autres caractéristiques, il y avait un grand gouvernail qui s'étendait au-dessous de la profondeur de la quille, deux mâts avec des voile au tiers, un beaupré et une poupe sculptée et peinte de couleurs vives. Ce navire avait habituellement 20 mètres de long et une largeur égale à environ un tiers de la longueur. Un trabaccoló aurait typiquement un équipage de 10 à 20 marins.

## Exemplaire actuel
Le musée maritime de Cesenatico possède aujourd'hui un trabaccoló restauré et fonctionnel : le Barchet, qui participe aux manifestations nautiques pendant l'été.